# Benthophyllophorus conchilegum
Benthophyllophorus conchilegum is een zeekomkommer uit de familie Cucumariidae.
De wetenschappelijke naam van de soort werd in 1868 gepubliceerd door Louis François de Pourtalès.